# Dimmitt
Dimmitt è un centro abitato degli Stati Uniti d'America, situato nella contea di Castro (di cui è capoluogo) dello Stato del Texas.

## Geografia fisica
Dimmitt è situata a 34°32′57″N 102°18′55″W (34.549052, -102.315355). Secondo lo United States Census Bureau, ha un'area totale di 2,1 miglia quadrate (5,4 km²). Dimmitt si trova a sud di Hereford.

## Società

### Evoluzione demografica
Secondo il censimento del 2000, c'erano 4.375 persone, 1.464 nuclei familiari, e 1.124 famiglie residenti nella città. La densità di popolazione era di 2.116,4 persone per miglio quadrato (816,0/km²). C'erano 1.692 unità abitative a una densità media di 818,5 per miglio quadrato (315,6/km²). La composizione etnica della città era formata dal 75,02% di bianchi, il 2,99% di afroamericani, l'1.69% di nativi americani, il 18,10% di altre razze, e il 2,19% di due o più etnie. Ispanici o latinos di qualunque razza erano il 56,94% della popolazione.
C'erano 1.464 nuclei familiari di cui il 39,6% avevano figli di età inferiore ai 18 anni, il 60,7% erano coppie sposate conviventi, il 12,0% aveva un capofamiglia femmina senza marito, e il 23,2% erano non-famiglie. Il 22,1% di tutti i nuclei familiari erano individuali e il 12,4% aveva componenti con un'età di 65 anni o più che vivevano da soli. Il numero di componenti medio di un nucleo familiare era di 2,94 e quello di una famiglia era di 3,46.
La popolazione era composta dal 33,4% di persone sotto i 18 anni, il 9,1% di persone dai 18 ai 24 anni, il 22,2% di persone dai 25 ai 44 anni, il 21,3% di persone dai 45 ai 64 anni, e il 13,9% di persone di 65 anni o più. L'età media era di 32 anni. Per ogni 100 femmine c'erano 93,8 maschi. Per ogni 100 femmine dai 18 anni in giù, c'erano 89,5 maschi.
Il reddito medio di un nucleo familiare era di 27.454 dollari, e quello di una famiglia era di 33.885 dollari. I maschi avevano un reddito medio pro capite di 24.575 dollari contro i 20.162 dollari delle femmine. Il reddito medio pro capite era di 14.228 dollari. Circa il 19,0% delle famiglie e il 23,1% della popolazione erano sotto la soglia di povertà, incluso il 31,1% di persone sotto i 18 anni e il 16,4% di persone di 65 anni o più.

## Galleria d'immagini

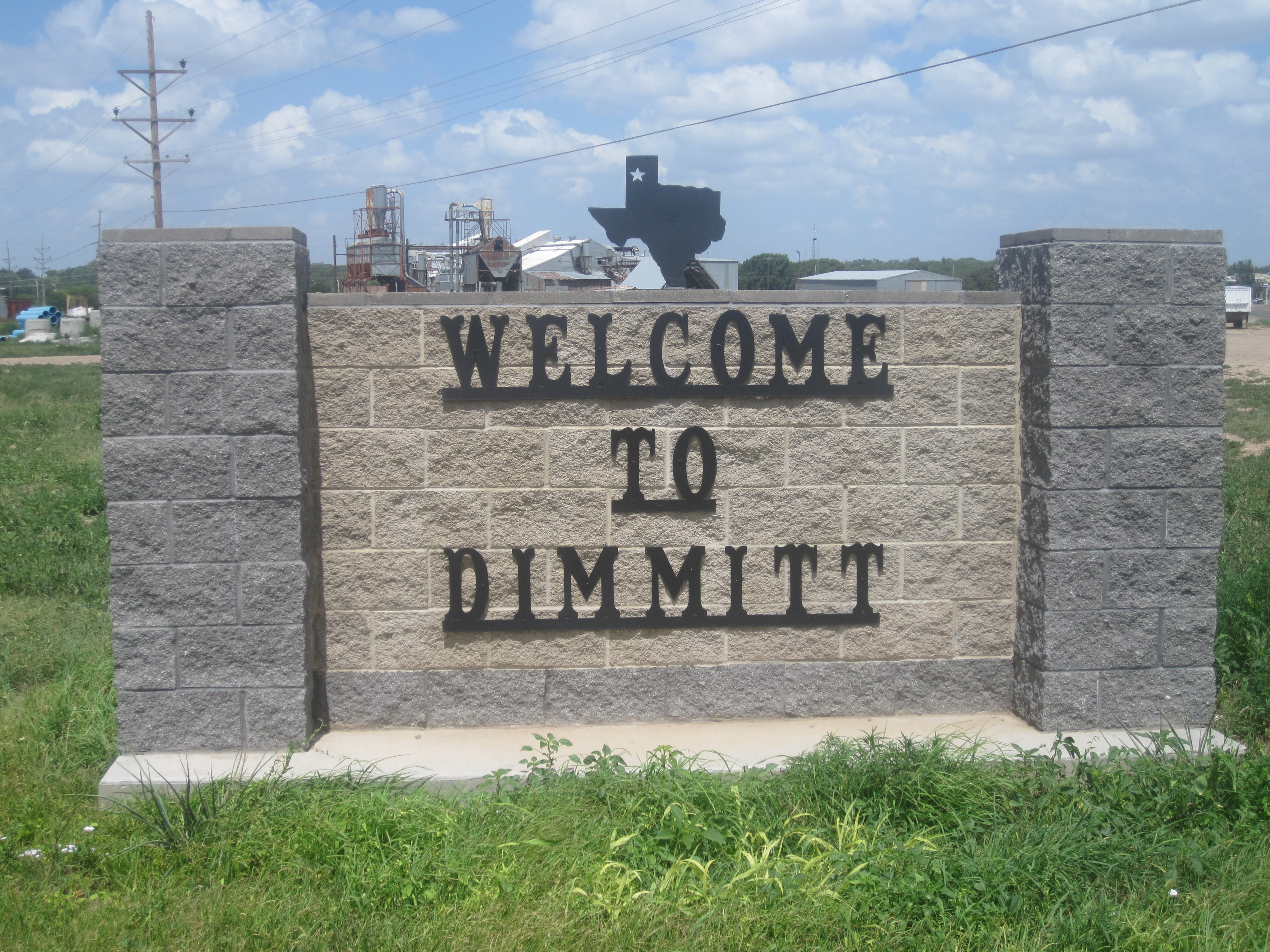
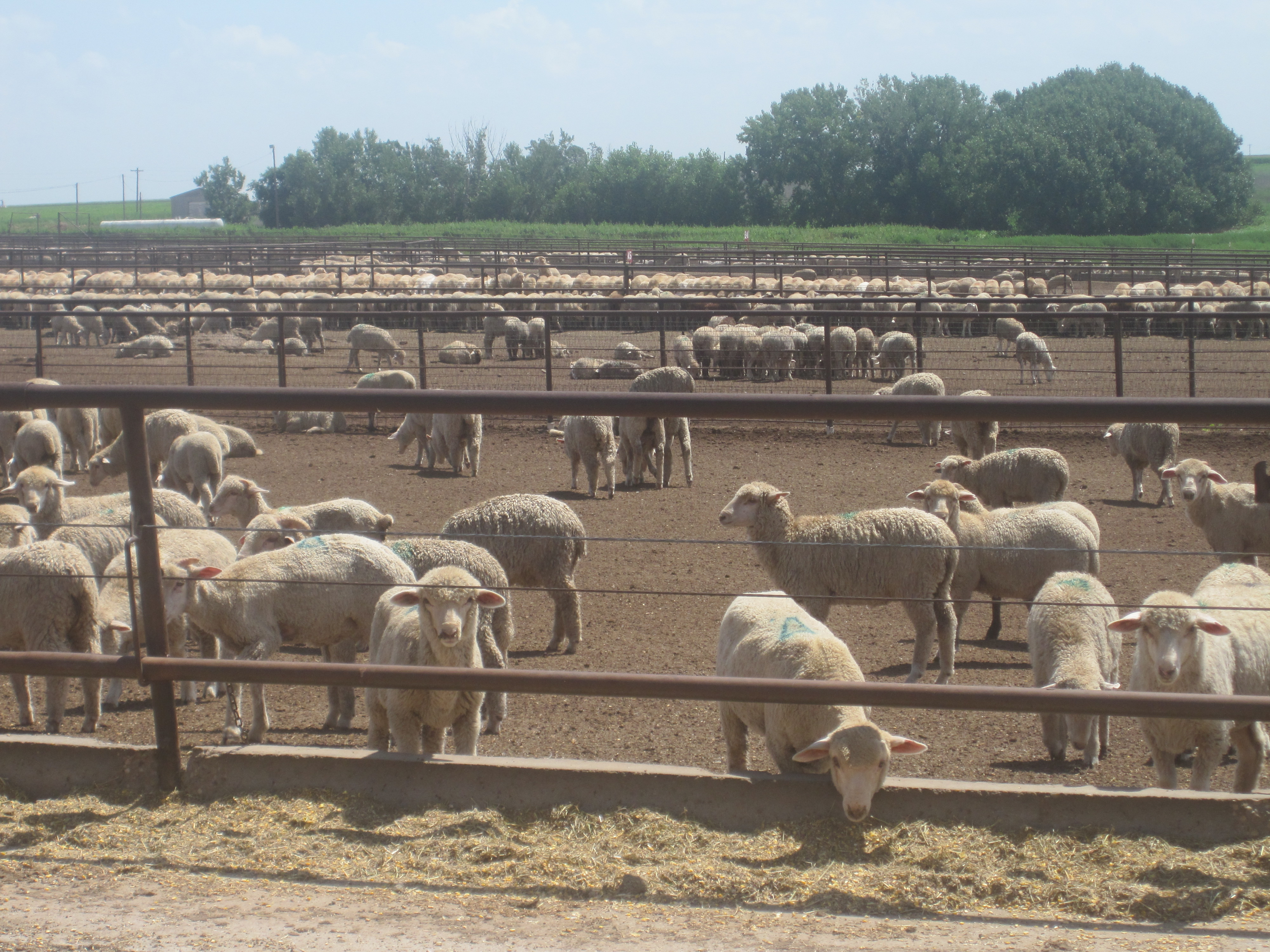
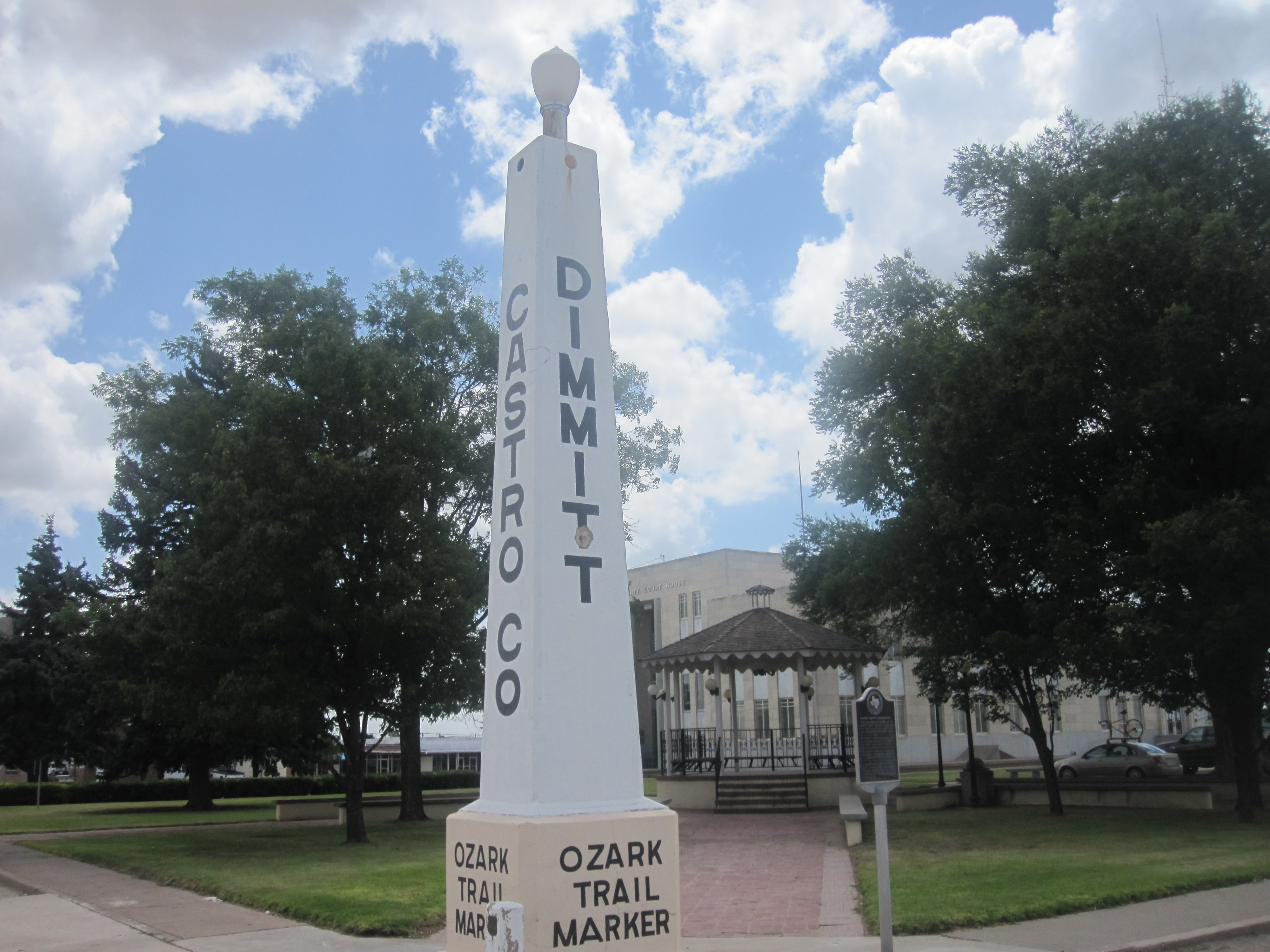
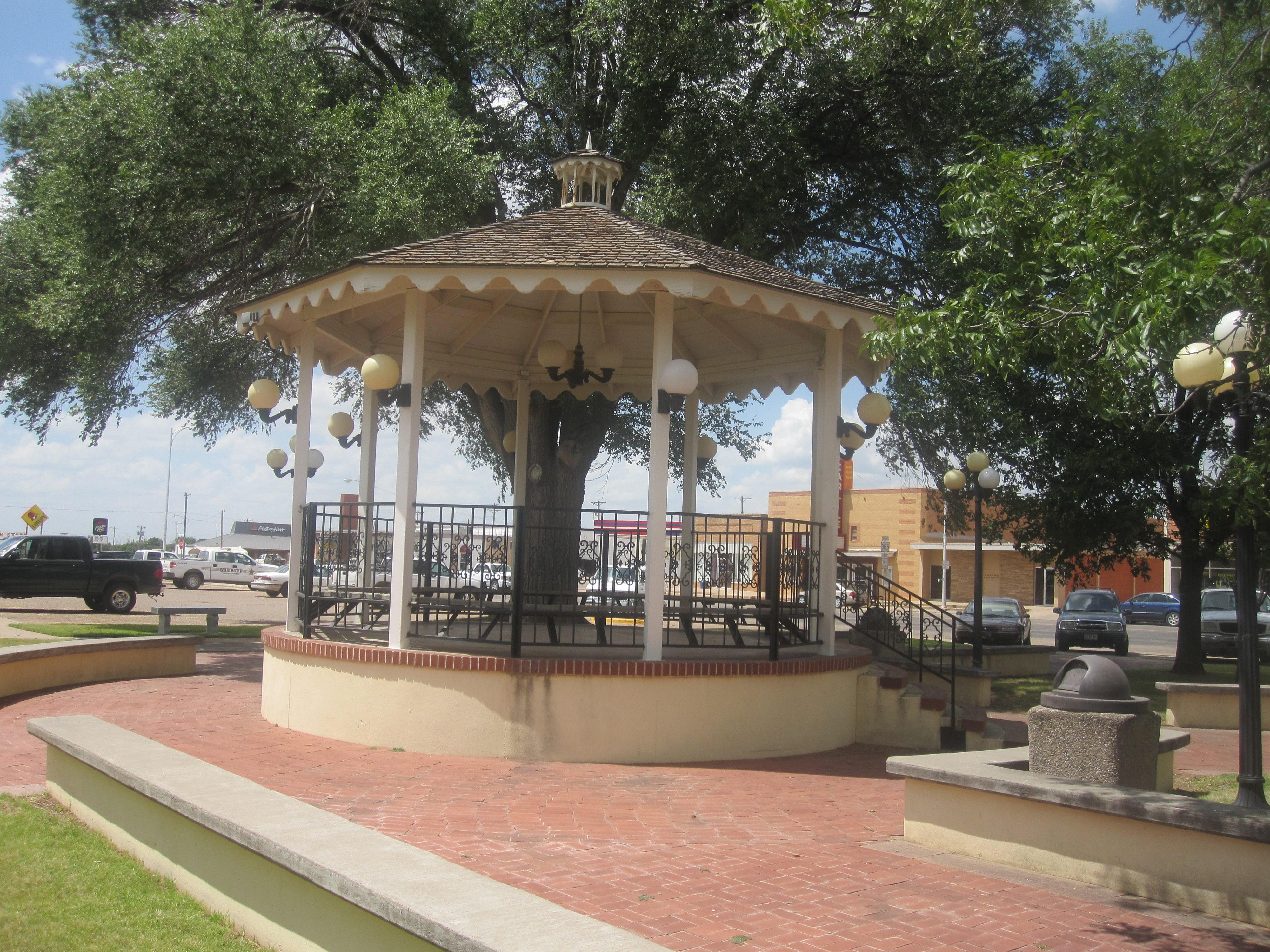
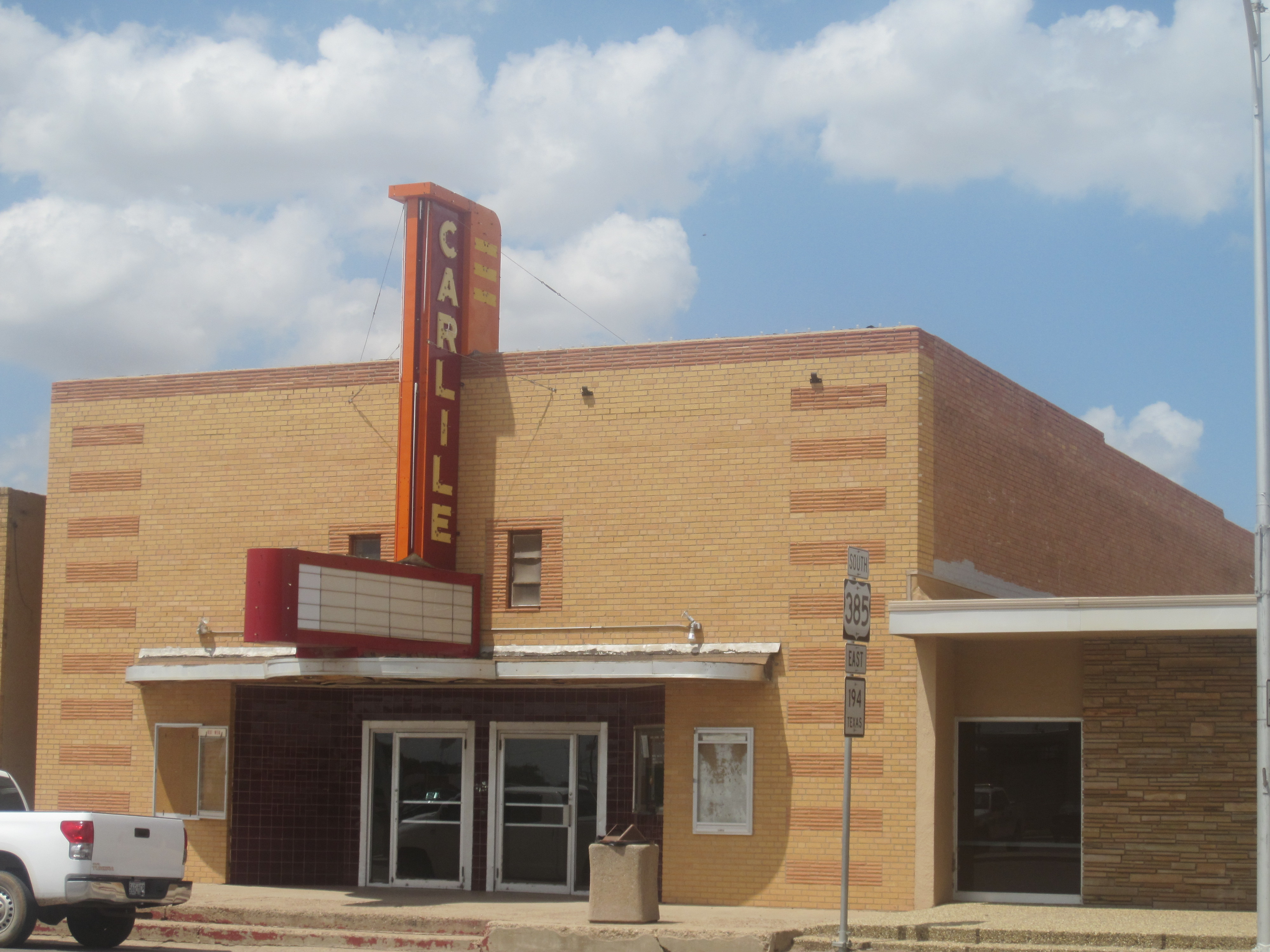